# Прибој (Теочак)
Прибој је насељено мјесто у општини Теочак, Босна и Херцеговина.

## Историја
Прибој је до рата у цјелини било у саставу општине Лопаре. Након потписивања Дејтонског споразума, велика већина насеља остала је у саставу општине Лопаре, док је мањи, ненасељени дио насеља укључен у општину Теочак у Федерацији Босне и Херцеговине.

## Становништво
|             | 2013.      | 1991.          | 1981.          | 1971.          |
| Укупно      | 0 (0,000%) | 1 833 (100,0%) | 1 876 (100,0%) | 2 121 (100,0%) |
| Срби        | –          | 1 765 (96,29%) | 1 794 (95,63%) | 2 108 (99,39%) |
| Југословени | –          | 36 (1,964%)    | 54 (2,878%)    | –              |
| Остали      | –          | 25 (1,364%)    | 9 (0,480%)     | 8 (0,377%)     |
| Хрвати      | –          | 7 (0,382%)     | 3 (0,160%)     | –              |
| Црногорци   | –          | –              | 9 (0,480%)     | 3 (0,141%)     |
| Македонци   | –          | –              | 5 (0,267%)     | –              |
| Бошњаци     | –          | –              | 2 (0,107%)1    | 2 (0,094%)1    |

1. 1 На пописима од 1971. до 1991. Бошњаци су пописивани углавном као Муслимани.